# رامی مخلوف
رامی مخلوف (به عربی: رامي مخلوف‎) (زاده ۱۰ ژوئیهٔ ۱۹۶۹ در دمشق) بازرگان ثروتمند و پسر دایی بشار اسد رئیس‌جمهور سوریه است. او مالک اصلی شرکت سیریاتل بزرگترین شرکت تلفن همراه سوریه است. رامی مخلوف در زمینه‌های گوناگون تجاری مانند مخابرات، نفت و گاز، ساخت‌وساز، امور بانکی، شرکت هواپیمایی، و خرده‌فروشی فعال است. رامی مخلوف از دایره نزدیکان بشار اسد و یکی از بانفوذترین و قدرتمندترین مردان سوریه است. به گفته تحلیلگران هیچ شرکت خارجی بدون گرفتن رضایت او نمی‌تواند در سوریه آغاز به کار کنند.

## روابط خانوادگی
رامی مخلوف یکی از ثروتمندان سوریه و از طریق عمه‌اش انسیه مخلوف همسر حافظ اسد به خانواده اسد متصل است. رامی مخلوف و بشار اسد، همبازی دوران کودکی بودند. در سال ۲۰۰۸ ثروت او نزدیک به ۶ میلیارد دلار آمریکا برآورد شد. حافظ اسد از سال ۱۹۹۰ خصوصی‌سازی را آغاز کرد که این کار به نفع خانواده مخلوف تمام شد. خانواده مخلوف با اتکا به پشتیبانی بشار اسد شروع به راه‌اندازی شبکه ای از مغازه‌های خرده‌فروشی کرد که از پرداخت هرگونه حقوق گمرکی معاف بودند.
رامی مخلوف به عنوان یکی از سه راس مثلث قدرت شیعیان علوی در سوریه شناخته می‌شد. گفته می‌شود پس از مرگ حافظ اسد، بشار اسد قدرت سیاسی، ماهر اسد قدرت نظامی، و رامی مخلوف قدرت اقتصادی کشور را با یکدیگر تقسیم کردند.
وفاداری رامی مخلوف به بشار اسد و پشتیبانی از او از هنگام ریاست‌جمهوری بشار اسد زبانزد بوده است. رامی مخلوف در حمایت مالی از بشار اسد در جنگ داخلی سوریه نقشی حیاتی داشته است.

## کنش‌های تجاری
در سال ۲۰۰۴ رامی مخلوف تلاش کرد حق امتیاز انحصاری واردات خودرو و قطعات مرسدس-بنز را به دست بیاورد. این شرکت از این کار خودداری کرد. چون این امتیاز از سال ۱۹۶۰ (میلادی) در انحصار خانواده سنکر بود. این خودداری باعث توقف کامل فعالیت‌های مرسدس بنز در سوریه شد و تا اختلافات حل نشده بود اجازه فعالیت دوباره به این شرکت داده نشد. هم‌اکنون این امتیاز بار دیگر به خانواده سنکر واگذار شده‌است.
دامنه فعالیت‌های اقتصادی مخلوف بسیار گسترده‌است. او در زمینه گردشگری و رستوران‌های لوکس، املاک و مستغلات سرمایه‌گذاری کرده‌است. او همچنین در شرکت هوایی مروارید نخستین شرکت خصوصی هوایی سوریه، چندین بانک خصوصی از جمله بانک بین‌المللی اسلامی سوریه، بیبلوس بانک، الباراکا بانک، بانک بین‌المللی قطر از طریق خرید سهام سرمایه‌گذاری کرده‌است. وی همانند پدرش محمد مخلوف در زمینه شرکت‌های بیمه و خدمات مالی فعال است. انحصار واردات تنباکو به سوریه هم در دست او است.
رامی مخلوف همچنین ارتباط نزدیکی با بشرا اسد خواهر بزرگتر بشار و همسرش آصف شوکت دارد. وی همچنین در چندین پروژه تجاری با ماهر اسد برادر کوچکتر بشار اسد در لبنان همکاری کرده و به دنبال تنش بین این دو در سال ۲۰۰۵ مخلوف، بخشی از کسب‌وکار خود را به دبی منتقل کرد.

## اتهام رشوه خواری
مخالفان دولت سوریه رامی مخلوف را هشت‌پا و مظهر فساد و رشوه خواری اقتصاد سوریه می‌دانند. ایالات متحده آمریکا از سال ۲۰۰۸ وی را در فهرست تحریمی‌های خود افزود.

## جنگ سوریه در سال ۲۰۱۱
فعالان مخالف دولت می‌گویند که رامی مخلوف تأمین کننده راهپیمایی‌های دولتی در پشتیبانی از بشار اسد است.از ۹ مه ۲۰۱۱ اتحادیه اروپا مخلوف را به همراه ۱۲ نفر دیگر از مقام‌های سوری به دلیل مشارکت در سرکوب مداوم مردم سوریه تحریم کرد. این تحریم‌ها شامل مسدود کردن دارایی‌ها و ممنوعیت سفر به اتحادیه اروپا می‌شود.
در سال ۲۰۱۱ خبرگزاری سوریه (سانا) می‌گوید مخلوف می‌خواهد سهامش را در شرکت سیریاتل بفروشد و درآمد آن را صرف امور خیریه و کمک به بازماندگان معترضان کند.

## اختلاف با بشار اسد
از سال ۲۰۱۹ شایعه‌هایی از اختلاف میان بشار اسد و رامی مخلوف بر سر جنگ قدرت شنیده می‌شد. تا جایی که گفته شد در تابستان ۲۰۱۹ شایعه بازداشت خانگی رامی مخلوف به گوش رسید. به نظر می‌آید تحریم‌ها و هزینه جنگ داخلی سوریه باعث شده تا بشار اسد از صاحبان سرمایه در این کشور، پول مطالبه کند.
در ۳۰ آوریل ۲۰۲۰ رامی مخلوف با انتشار ویدیویی ۱۵ دقیقه‌ای در فیس‌بوک از بشار اسد کمک خواست که نشانی از اختلاف او با رییس‌جمهور سوریه و دوست قدیمش است. او با لحنی گله‌مند گفت که «حلقه‌ای از مقام‌ها» باعث و بانی رنج و دردسرهای او هستند؛ کسانی که «همواره مرا مظنون جا زده‌اند». او  خود را «بخش کوچک و ساده‌ای از کل نظام» خواند و با عجز و لابه از «آقای رییس‌جمهور» خواست حرفش را باور کند.
در ۳ مه ۲۰۲۰ رامی مخلوف با انتشار ویدیویی خبر از دستگیری کارکنان خود و درخواست از او برای کناره‌گیری داد.